# Hermann Frank (Unternehmer)
Hermann Friedrich Wilhelm Frank (* 31. August 1871 in Hamburg; † 16. November 1941 ebenda) war ein deutscher Kaufmann und Wohnungsunternehmer.

## Leben und Wirken

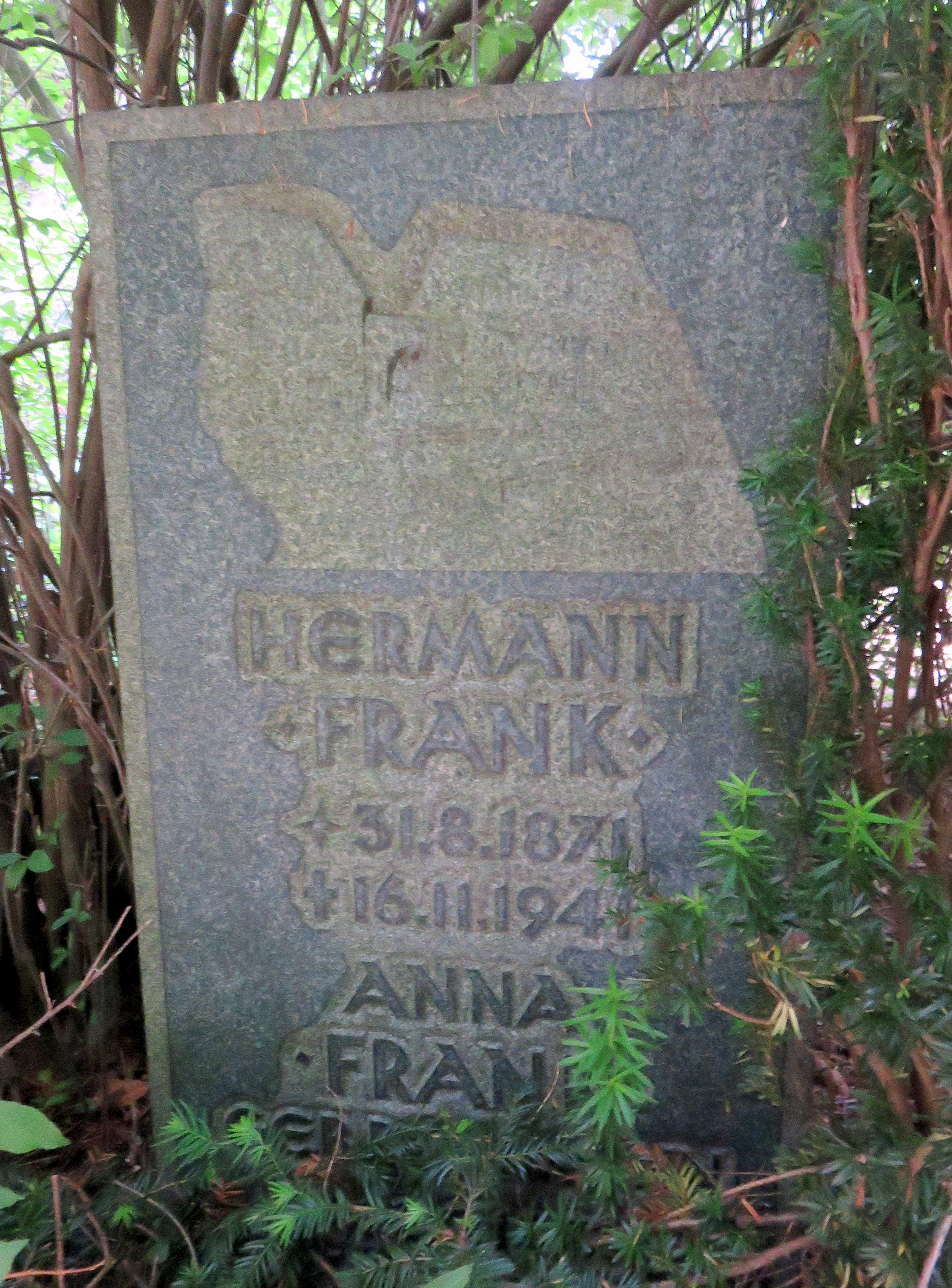
Grabstein für Hermann Frank, Friedhof Ohlsdorf
(mit angedeuteter Frank’scher Siedlung)

Hermann Frank war der Sohn eines Hamburger Kartonagenfabrikanten. Nach dem Besuch des Matthias-Claudius-Realgymnasiums und einer kaufmännischen Ausbildung wurde er Vorstandsmitglied des Deutschnationalen Handlungsgehilfen-Verbands. Frank saß der 1910 gegründeten Gartenstadt-Gesellschaft Wandsbek vor und gehörte zu den Gründungsmitgliedern des Gemeinnützigen Bauvereins in Altona-Ottensen. Unter seiner Mitwirkung entstand die Steenkampsiedlung in Hamburg-Bahrenfeld.
1918 arbeitete er in der Kriegerheimstättenbewegung und übernahm den Posten des Direktors der deutschlandweit tätigen Gagfah. 1925 gründete er gemeinsam mit seinem Bruder Paul Frank, der Architekt war, die Siedlungsbau-Gesellschaft Hermann und Paul Frank. Das Unternehmen konzentrierte sich in der Folgezeit auf den Bau von Kleinwohnungen und wurde bekannt für Siedlungsbauten in Barmbek-Nord, der Jarrestadt und in Dulsberg. Es handelte sich dabei um kostengünstige Laubenganghäuser, die über eine moderne Ausstattung verfügten.
Während der Zeit des Nationalsozialismus konzentrierten sich die Brüder Frank auf den Bau von Kleinhäusern. Dazu gehörte die ab 1935 erbaute Frank’sche Siedlung in Klein Borstel. 1939 beteiligten sich die Brüder im Kieler Stadtteil Elmschenhagen am Bau einer Gartenstadt im Auftrag der Kriegsmarine.
Der Unternehmer starb am 16. November 1941 in seiner Geburtsstadt.

## Ehrungen
Neben der Frank’schen Siedlung in Klein Borstel trägt seit 1957 der Frankring in Hamburg-Volksdorf den Namen der Brüder Frank.

## Publikationen
Hermann Frank veröffentlichte zahlreiche Schriften. 1910 erstellte er die Broschüre Das Eigenheim und die Gartenstadt-Gesellschaft Wandsbek. Gemeinsam mit Hans Bechly publizierte er 1918 Die Heimstätte der Angestellten. Eine Denkschrift über die Möglichkeit, die Wohnungsverhältnisse der Versicherten der Reichsversicherungsanstalt für Angestellte durch Erbauung von Kleinhäusern zu verbessern. Darüber hinaus beschreiben zahlreiche Publikationen Franks Bauprojekte.